# Замок Пакс
Замок Пакс (англ. Puck's Castle) — замок Пака — один із замків Ірландії, розташований у графстві Дублін. Нині замок перебуває в руїнах. У замку збереглися залишки головної башти, сходів, каміну.

## Історія замку Пака
Замок Пака розташований у приході Ратмайкл, що на південному сході графства Дублін. Про нього мало що відомо. Це руїни замку, збудованого в XVI столітті, приблизно в 1500 році. Замок був частиною комплексу оборонних споруд, побудованих для захисту Пейлу — англійської колонії в Ірландії від «диких ірландців» — ірландських кланів, що не були підкорені Англією і намагалися визволити свої землі від англійців. Біля замку колись була укріплена садиба і маєток. Замок був притулком короля Англії Джеймса ІІ в 1690 році, коли він відступав після поразки на річці Бойн під час так званої війни якобітів і потім втік до Франції. Замок нині серйозно зруйнований і продовжує далі руйнуватися. Назва походить від ірландського слова Пак або Пука — міфічний персонаж, різновидність нечистої сили, свого роду привид або злий дух. Про нього складено чимало місцевих легенд. Згідно легенд Пак є справжнім господарем замку і стереже вхід до нього незримими воротами. Ввійти в ці ворота і зустрітися з Паком можна лише тоді, коли мати спеціальний таємний знак. Пак може схопити людину і занести далеко в якісь таємничі володіння або болота, або подарувати якусь річ, яка принесе багато нещасть. Із замком пов'язують багато таємничих подій. Так у 1867 році біля замку зникла Елеонора Шеррард — дочка місцевого англійця, яка гуляла біля замку і збирала квіти. Поліція шукала її, але марно. Останній, хто її бачив був місцевий листоноша, який повідомив, що вона наблизилась до замку Пакс. Доля її досі лишається невідомою.
Є версія, що замок Пака був побудований з каменів давнього язичницького святилища, яке називалось Беарна Дерг (ірл. Bearna Dhearg). Крім замку в околицях Ратмайкл є руїни церкви, що знаходяться недалеко від залишків Круглої фортеці, що була збудована ще в часи ранньої залізної доби. Назва Ратмайкл походить від ірландської назви Рах Мік Тайл (ірл. Ráth Mhic Táil), що можна перекласти як «Битва синів Тайла» або «Фортеця синів Тайла». Судячи по всьому цими землями колись володів клан Мік Тайл і мав тут фортецю.